# Kento Misao
Kento Misao (三竿 健斗 Misao Kento?, Musashino, Tokio, 16 de abril de 1996) es un futbolista japonés que juega en la demarcación de centrocampista para el Kashima Antlers de la J1 League.

## Selección nacional
Hizo su debut con la selección de fútbol de Japón el 16 de diciembre de 2017 en un encuentro del Campeonato de Fútbol del Este de Asia 2017 contra Corea del Sur que finalizó con un resultado de 1-4 a favor del combinado surcoreano tras los goles de Yū Kobayashi para Japón, y de Jung Woo-Young, Yeom Ki-Hun y un doblete de Kim Shin-Wook para Corea del Sur.

## Clubes
| Club                | País     | Año       | Partidos | Goles |
| ------------------- | -------- | --------- | -------- | ----- |
| Tokyo Verdy         | Japón    | 2014-2015 | 40       | 0     |
| Kashima Antlers     | Japón    | 2016-2022 | 244      | 6     |
| C. D. Santa Clara   | Portugal | 2023      | 17       | 0     |
| Oud-Heverlee Leuven | Bélgica  | 2023-2024 | 21       | 1     |
| Kashima Antlers     | Japón    | 2024-     | 36       | 1     |

## Palmarés

### Títulos nacionales
| Título             | Club            | País  | Año  |
| ------------------ | --------------- | ----- | ---- |
| J1 League          | Kashima Antlers | Japón | 2016 |
| Copa del Emperador | Kashima Antlers | Japón | 2016 |
| Supercopa de Japón | Kashima Antlers | Japón | 2017 |

### Títulos internacionales
| Título                      | Club (*)        | Sede    | Año  |
| --------------------------- | --------------- | ------- | ---- |
| Campeonato Sub-23 de la AFC | Japón sub-23    | Doha    | 2016 |
| Liga de Campeones de la AFC | Kashima Antlers | Teherán | 2018 |

(*) Incluyendo la selección